# Helmuth Vetter
Helmuth Vetter (* 14. Dezember 1942 in Bratislava, Slowakischer Staat) ist ein österreichischer Professor für Philosophie im Ruhestand.

## Leben
Nach Volks- und Hauptschule (Maria Laah, Steyr, Enns) besuchte Helmuth Vetter von 1956 bis 1961 die Bundes-Lehrerbildungsanstalt in Linz und studierte anschließend Philosophie, Germanistik, Klassische Philologie und Pädagogik an der Universität Wien. Von 1966 bis 1968 (Promotion) war er Wissenschaftliche Hilfskraft am Institut für Philosophie, seit dem Wintersemester 1968/69 Universitätsassistent. 1978 habilitierte er sich für das Gesamtgebiet der Philosophie und lehrte als Außerordentlicher Universitätsprofessor am Institut für Philosophie der Universität Wien. Am 1. Oktober 2004 erfolgte aus gesundheitlichen Gründen der Übertritt in den Ruhestand. Er widmet sich nun ganz seiner umfassenden Publikationstätigkeit. Helmuth Vetter ist mit Johanna Vetter verheiratet, der Ehe entstammt der Sohn Johannes.
Arbeitsschwerpunkte: Hermeneutik, Phänomenologie, Metaphysik und Ontologie sowie die Philosophie der Antike. Er war Begründer und wiederholt Leiter der Wiener Tagungen zur Phänomenologie. Für das von ihm herausgegebene Wörterbuch der phänomenologischen Begriffe schrieb er 180 Artikel. Er edierte Band 23 der Martin-Heidegger-Ausgabe (Transkription, Druckfassung und Nachwort) = Geschichte der Philosophie von Thomas von Aquin bis Kant, Wintersemester 1926/27 (II. Abteilung: Vorlesungen 1919–1944).
Vetter war von 2015 bis 2016 Vorsitzender der Martin-Heidegger-Gesellschaft, Mitglied der von ihm mitbegründeten Österreichischen Gesellschaft für Phänomenologie (Präsident von 1996 bis 2004) und Mitglied der Internationalen Bernhard-Welte-Gesellschaft. Außerdem gehört er zum Wissenschaftlichen Beirat bzw. den Editionsgremien in folgenden Publikationsorganen: Heidegger Studies; Heidegger-Jahrbuch; Eugen Fink Gesamtausgabe (EFGA); Existenzanalyse. Gesellschaft für Logotherapie und Existenzanalyse; Studia Phaenomenologica - Romanian Journal for Phenomenology; Jahrbuch für Deutsch-Französisch-Türkische Philosophie (Mardin Artuklu Üniversitesi).

## Schriften
- Stadien der Existenz. Eine Untersuchung zum Existenzbegriff Sören Kierkegaards. Wien u. a. 1979.
- Der Schmerz und die Würde der Person. Frankfurt a. M. 1980.
- Philosophische Hermeneutik. Unterwegs zu Heidegger und Gadamer. Frankfurt a. M. 2007.
- Grundriss Heidegger. Ein Handbuch zu Leben und Werk. Meiner, Hamburg 2013, ISBN 978-3-7873-2276-3.
- Parmenides: Sein und Welt.  Die Fragmente neu übersetzt und kommentiert von Helmuth Vetter. Mit einem Anhang von Alfred Dunshirn über neue Literatur zu Parmenides. Verlag Karl Alber, Freiburg/München 2016, ISBN 978-3-495-48801-0.

## Aufsätze
- Die Frage nach dem „Natursein“ bei Heidegger aus der Sicht von Kah Kyung Cho, in: Kah Kyung Cho, Young-Ho Lee (Hrsg.): Phänomenologische Forschungen. Sonderband Phänomenologie der Natur (Phenomenology of Nature). Freiburg/München 1999, 15–29.
- Hermeneutische Phänomenologie und Dialektische Theologie. Heidegger und Bultmann, in: Andreas Großmann, Christoph Jamme (Hrsg.): Metaphysik der praktischen Welt. Perspektiven im Anschluß an Hegel und Heidegger. Festgabe für Otto Pöggeler. Amsterdam, Atlanta 2000 (Philosophie und Repräsentation; 7), 268–286.
- Gedanken zum Logos der Psyche angesichts der Krisis der europäischen Wissenschaften, in: Manfred Riedel u. a. (Hrsg.): Zwischen Philosophie, Medizin und Psychologie. Heidegger im Dialog mit Medard Boss. Köln u. a. 2003, 217–233.
- Perspektiven der Co-Existenz im Denken Eugen Finks. Beobachtungen zu Finks „Traktat über die Gewalt des Menschen“. In: Annette Hilt / Cathrin Nielsen (Hg.): Bildung im technischen Zeitalter. Sein, Mensch und Welt nach Eugen Fink. Freiburg/München 2005, 363–390.
- „Das Leben ist weltlich gesäumt“. Zu Martin Heideggers früher Phänomenologie des Lebens und Hermeneutik der Faktizität, in: Hans Rainer Sepp, Ichiro Yamaguchi (Hrsg.): Leben als Phänomen. Die Freiburger Phänomenologie im Ost-West-Dialog. Würzburg 2006, 67–83.
- Zur Begrifflichkeit der Phänomenologie am Beispiel von Husserl und Heidegger, in: Archiv für Begriffsgeschichte 48 (2006) 203–225.
- Über das Eigentümliche des Raumes bei Heidegger mit besonderer Berücksichtigung der Beiträge zur Philosophie, in: Damir Barbarić (Hrsg.): Das Spätwerk Heideggers. Ereignis – Sage – Geviert. Würzburg 2007, 109–127.
- Heideggers Destruktion der Tradition am Beispiel des Aristoteles, in: Heidegger-Jahrbuch 3 (2007) 77–95.
- Welt der Geschichten – Wilhelm Schapp, in: Günther Pöltner, Martin Wiesbauer (Hrsg.): „Welten“ – Zur Welt als Phänomen. Frankfurt/M. 2008 (Reihe der Österreichischen Gesellschaft für Phänomenologie; 15), 97–111.
- Gerechtigkeit für den Nächsten. Phänomenologisches zu Aristoteles und Emmanuel Levinas, in: Patrick Gödicke u. a. (Hg.): Festschrift für Jan Schapp zum siebzigsten Geburtstag. Tübingen 2010, 473–489.
- Die nächtliche Seite der Welt. Anmerkungen zu Martin Heidegger und Eugen Fink, in: Cathrin Nielsen, Hans Rainer Sepp (Hg.): Welt denken. Annäherungen an die Kosmologie Eugen Finks. Freiburg, München 2011, 184–207.
- Weltbild und Bild bei Heidegger. Eine vorläufige Bestandsaufnahme, in: Adriano Fabris, Annamaria Lossi, Ugo Perone (Hg.): Bild als Prozess. Neue Perspektiven einer Phänomenologie des Sehens. Würzburg 2011, 133–150.
- Phänomenologie als Methodenbegriff. Überlegungen im Ausgang von Heideggers Marburger Vorlesung „Grundbegriffe der aristotelischen Philosophie“, in: Reinhold Esterbauer, Martin Ross (Hg.): Den Menschen im Blick. Phänomenologische Zugänge. FS Pöltner. Würzburg 2012, 23–39.
- Fragmentarisches über Fragmente. Hermeneutische Beobachtungen und Materialien zu Parmenides, insbesondere zum Proömium des Lehrgedichtes, in: FS Barbarić. Zagreb 2012, 33–4.
- Wilhelm Dilthey, Martin Heidegger und Heideggers Antisemitismus. Reflexionen und Materialien, in: Divinatio 38 (2013–14) 7–64.

## Herausgeberschaften
- Mitherausgeber von 10 Bänden der "WIENER REIHE. Themen der Philosophie". Wien/München 1986 ff.
- Begründer und Herausgeber der "Reihe der Österreichischen Gesellschaft für Phänomenologie". Frankfurt/M. u. a. 1998 ff.
- Wörterbuch der phänomenologischen Begriffe. Unter Mitarbeit von Klaus Ebner und Ulrike Kadi, hrsg. v. Helmuth Vetter. Meiner, Hamburg 2004 (Philosophische Bibliothek; Band 555).
- Martin Heidegger: Geschichte der Philosophie von Thomas von Aquin bis Kant. Frankfurt/M. 2006.